# Arnold von Westfalen

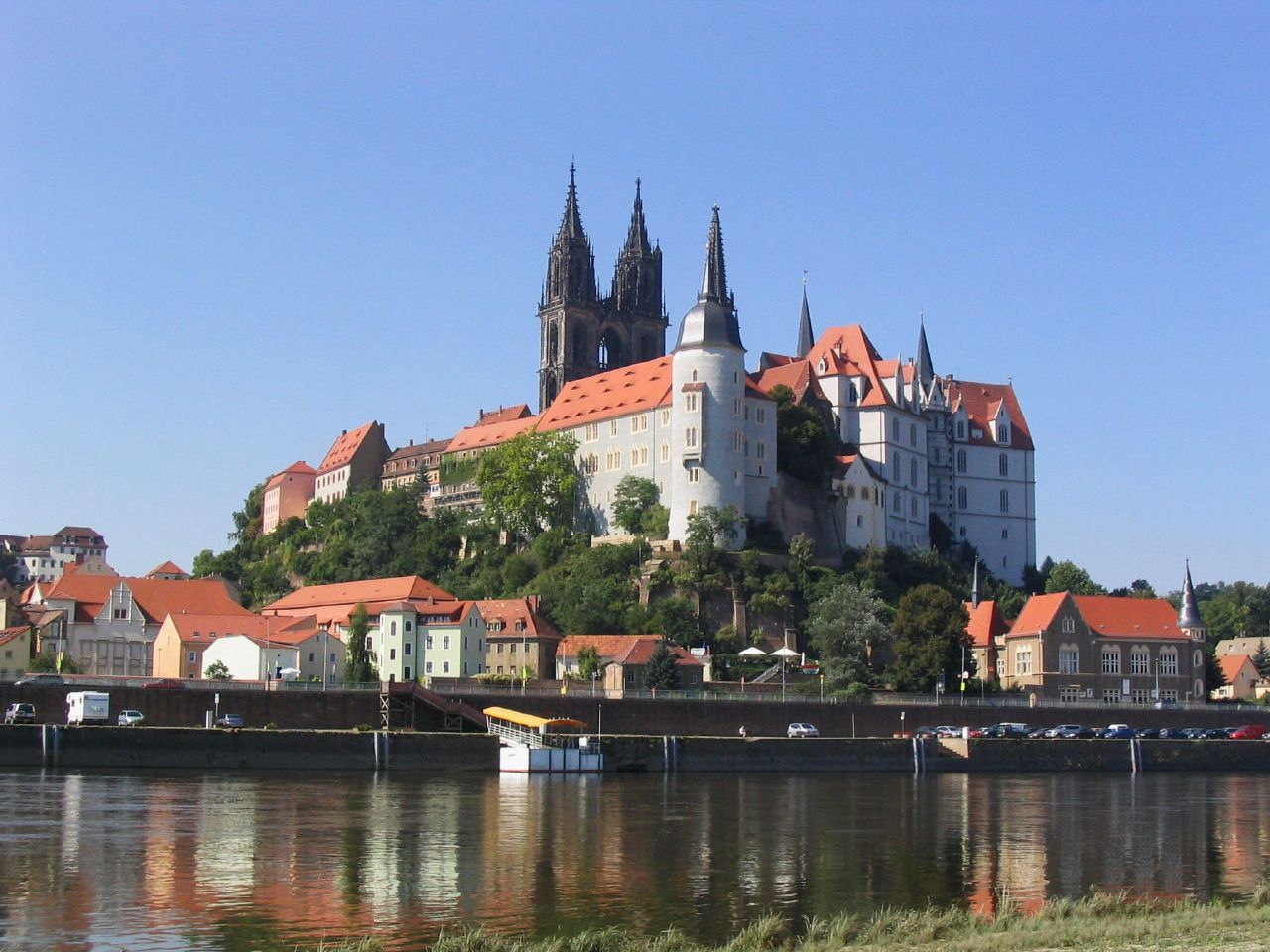
Zamek Albrechtsburg

Arnold von Westfalen (ur. 1425-30, zm. w 1480 w Miśni) – główny architekt (niem. Oberlandesbaumeister) Saksonii, od 1471 r. w służbie książąt Saksonii: Ernesta Wettyna (1464-1486), elektora Rzeszy Niemieckiej oraz Albrechta Odważnego (1464-1500). Główny przedstawiciel okresu przejściowego pomiędzy późnym gotykiem a wczesnym renesansem w Saksonii. Jeden z budowniczych zamku Albrechtsburg w Miśni (1471-76).

## Prace
Von Westfalen uchodzi za budowniczego zamku Kriebstein (koło Waldheim), zamku Rochsburg (Lunzenau) oraz bramy zamku drezdeńskiego. Ponadto rozbudował kaplicę św. Jerzego w Wieży Maciejowej (niem. Matthiasturm) zamku Ortenburg w Budziszynie. Autorstwo zamku Tharandt nie jest potwierdzone.
Do budowy von Westfalen używał chętnie tufów z Rochlitzer Berg.
Według hipotezy Stefana Bürgera, od 1461 von Westfalen miał prowadzić prace przy odbudowie chóru w kościele św. Piotra w Zgorzelcu. Ponadto Bürger przypuszcza, że von Westfalen pobierał nauki podczas budowy katedry św. Szczepana w Wiedniu pod okiem budowniczego katedry Hansa Puchspauma.

## Literatura
- Ernst-Heinz Lemper: Arnold von Westfalen. Berufs- und Lebensbild eines deutschen Werkmeisters der Spätgotik. W: Hans-Joachim Mrusek (Wyd.): Die Albrechtsburg zu Meißen. Lipsk: 1972, s. 41 - 55. (niem.).
- Stefan Bürger: Eine neue Idee zur Herkunft des Landeswerkmeisters Arnold von Westfalen. W: Schlossbau der Spätgotik in Mitteldeutschland. Drezno: Staatliche Schlösser, Burgen und Gärten Sachsen, 2007, s. 43 – 52. ISBN 978-3-940319-23-4. (niem.).